# Helwan
Helwan (in arabo حلوان) è una città dell'Egitto, che sorge sulle sponde del fiume Nilo di fronte alle rovine dell'antica Menfi (29°51′N 31°20′E). Sobborgo meridionale del Cairo (dal quale dista circa 25 chilometri), nel 2006 la popolazione del kism di Helwan era pari a 643 327 abitanti.
Nell'aprile 2008 il governatorato del Cairo era stato diviso in due, tra Cairo ed Helwan. Helwan era così divenuta capoluogo di un nuovo governatorato che include la maggior parte dei sobborghi meridionali del Cairo, oltre a villaggi rurali. Nel 2011 il Governatorato di Helwan è stato soppresso ed è stata ripristinata la situazione precedente.
Fino agli inizi del novecento rinomata località termale e meta prediletta dai cairoti per le sue ville e giardini, la città si è progressivamente industrializzata, perdendo quasi totalmente le sue attrattive turistiche.
L'economia locale si regge sulla lavorazione di ferro e acciaio, sul settore tessile e sulla produzione di cemento. Nella zona ci sono sorgenti di zolfo bollente, un osservatorio astronomico, un'università e una necropoli scoperta nel 1946. Helwan è anche il capolinea della linea 1 della metropolitana del Cairo. Una linea ferroviaria la collega con la zona mineraria dell'Oasi di Bahariya.